# 彭三源
彭三源（20世纪—），本名彭名燕，中国大陸女性作家、影视作品编剧，中国作家协会会员。

## 生平
1992年毕业于首都师范大学教育心理系，2002年毕业于北京电影学院导演进修班。
2011年3月她签约华谊兄弟并成立了自己的影视制作工作室，正式成为一名制片人。
她是一名佛教徒。

## 作品
著有散文集《苦水玫瑰》（四川文艺出版社，1996年）、长篇小说《北京生活》（作家出版社，1996年）。

### 影视作品
编剧及制作电视剧有《海棠依旧》、《九九归一》、《都市丽人行》、《青鸟的天空》、《今生是亲人》、《手心手背》、《靠近你，温暖我》、《半路夫妻》和《亲兄热弟》等。
2014年她编剧并执导首部电影《失孤》，这是华谊兄弟出品、刘德华主演的聚焦“打拐”题材的华语电影。中国于2015年3月20日上映。由她创作的同名小说《失孤》也于2015年3月出版发行。《失孤》获得第16届华表奖优秀故事片奖，她本人获得第13届长春电影节最佳编剧奖。